# 트래블 채널

2011년 2월 26일부터 2018년 10월 1일까지 사용된 로고

트래블 채널(Travel Channel, 1987년에서 1999년까지의 이름: 더 트래블 채널)은 스크립스 네트워크 인터랙티브가 소유주인 미국의 케이블 텔레비전과 위성방송 채널이다. 채널 본부는 미국 메릴랜드주 체비체이스에 소재하여 있다.
트래블 채널에서는 미국과 전세계를 배경으로 한 여행과 레저 활동에 관한 다큐멘터리, 리얼리티 방송, 그리고 하우-투 형식의 쇼 등을 방송한다. 아프리카 동물 사파리, 대형 호텔과 리조트 투어, 세계 주요 도시 관광, 세계 식문화, 유명 건물을 둘러싼 유령과 초상현상에 관한 프로그램 등을 송출한다.
2015년 2월 기준, 트래블 채널은 미국의 9,150만 유료 텔레비전 이용 가구 (전체 텔레비전 이용 가구의 78.6%)에게 송출되고 있다.